# Ohre
Ohre – rzeka w północnych Niemczech o długości 103 km, lewy dopływ Łaby. Źródło rzeki znajduje się na północ od Wolfsburga w Dolnej Saksonii. Generalnie płynie w kierunku południowo-wschodnim, na początku wzdłuż granicy Dolnej Saksonii i Saksonii-Anhalt. Po minięciu Oebisfelde płynie w głąb Saksonii-Anhalt, wzdłuż Kanału Śródlądowego. Do Łaby wpływa w Rogätz na północ od Magdeburga. Wzdłuż rzeki położone są miasta: Brome, Calvörde, Haldensleben i Wolmirstedt. W górnym jej biegu znajduje się rezerwat przyrody Drömling.